# Долгоруков, Всеволод Алексеевич
Князь Всеволод Алексеевич Долгоруков (6(18) октября 1845, Санкт-Петербург—27 июля (9 августа) 1912, Томск) — русский писатель, журналист, издатель из рода Долгоруковых.

## Биография

### Происхождение
Всеволод Алексеевич Долгоруков происходил из старшей ветви рода Долгоруковых, потомков князя Алексея Григорьевича. Его дед, князь Владимир Иванович (1778—1845), в 1810—1825 годах был издателем «Московских ведомостей». Отец, Алексей Владимирович (1813—1847?), увлекался месмеризмом, написал ряд книг на эту тему и с апреля 1859 года был официально определён на службу при больницах для лечения животным магнетизмом.
В октябре 1842 года князь Алексей Долгоруков женился на дочери гвардейского полковника Елизавете Петровне Якимовой. Однако, вскоре выяснилось, что 23 октября 1833 года Алексей Владимирович заключил другой брак с дочерью новоторжского купца Анисьей Яковлевной Глазуновой-Молчановой. Этот союз вызвал протесты родни, а мать князя, Анна Михайловна, была вынуждена обратиться к военным и духовным властям с требованием запретить венчание. Долгоруков обратился к императору Николаю I и получил высочайшее разрешение. Но в 1834 году Анисья Яковлевна покинула супруга, оставив месячную дочь. В сентябре 1843 года она подала жалобу в Синод по поводу вторичной женитьбы супруга. Князь утверждал, что ещё в 1839 году получил сведения о кончине первой жены. 31 августа 1851 года в деле «О двоебрачии отставного поручика князя Долгорукова с дочерью лужского помещика Якимова» Синод признал второй брак недействительным. В ноябре детям, прижитым в этом браке, было высочайше даровано дворянство с фамилией матери.

### Обучение
Но 28 августа 1857 года под именем князя Долгорукова Всеволод Алексеевич был зачислен в Морской кадетский корпус. Офицер Морского корпуса В. Кирсанов так характеризовал его:
имея очень хорошие способности, он не признавал нужным учиться как следует, даже в русской литературе, на которую имел претензии
А апреле 1863 года князь Долгоруков не выдержал экзамен на производство в гардемарины и был направлен юнкером в Кронштадт на корвет «Баян» с предоставлением ему права держать повторный экзамен в сентябре. В октябре Всеволод Алексеевич подал прошение об увольнении со службы с чином коллежского регистратора. Не дождавшись решения, в начале ноября он покинул Кронштадт. Вскоре был арестован, отбыл недельную гауптвахту и отправлен в свою команду, прошение было оставлено без внимания. В марте 1864 года он вновь подал прошение об экзамене в прапорщики портовых экипажей или увольнении. Оно было удовлетворено с условием, что " … ни в каком случае XIV классом при увольнении воспользоваться не может "

### Клуб червонных валетов
Не имея средств к существованию, с 1867 года князь Долгоруков принимал участие в аферах. 27 февраля 1870 года он был приговорён к лишению особенных прав и преимуществ и заключён в тюрьму на 1,5 месяца. После освобождения был приписан к мещанскому обществу Ефремова, но жил в Москве и использовал титул князя. В 1871 году Долгоруков был привлечён к суду по громкому делу Клуба червонных валетов. С 8 февраля по 5 марта 1877 года происходило заседание Московского окружного суда с участием присяжных заседателей «по обвинению в составлении преступного сообщества в целях похищения чужого имущества различными способами: посредством выманивания, подложного составления документов, введения в обман и проч., в принадлежности к этому сообществу, в мошенничестве, подлогах, присвоении и растрате чужого имущества, кражах, в грабеже, умышленном убийстве». По мере своего развития предварительное следствие обнаружило 56 преступлений и 48 обвиняемых. Преступления эти оказались совершенными в течение 9-летнего периода времени, а именно с 1867 по 1875 год. Большая часть обвиняемых принадлежала к высшим сословиям (из 48 — 36, из них дворян 28).
Живя в Москве, Долгоруков выдавал себя за весьма богатого человека, а также за племянника московского генерал-губернатора Владимира Андреевича Долгорукова. Он заключал займы, выдавая векселя, по которым платить был не в состоянии, а также выманивал под видом покупки в кредит разное движимое имущество. 5 марта 1877 года Всеволод Алексеевич был приговорён к заключению в рабочий дом на 8 месяцев с последующей ссылкой, позднее приговор был смягчён — Долгоруков ссылался в Томскую губернию.

### В Томске
В 1898 году В. А. Долгоруков сдал экзамены и стал частным поверенным при Томском окружном суде.
Долгоруков покровительствовал различным обществам, в том числе томскому отделению Российского общества покровительства животным, церковно-приходской школе при Никольской церкви, состоял в обществе «Патронат» с капиталом в пользу осужденных и членов их семей.
Умер Всеволод Алексеевич Долгоруков в 1912 году, оставив единственного сына (приёмного) Фёдора (1901—?; Фёдор Долгоруков в 1930 году был осуждён на 10 лет лишения свободы за антисоветскую деятельность, в 1959 году реабилитирован). Был похоронен на православном Вознесенском кладбище Томска.

## Брак
В донесении агента Третьего отделения Его Императорского Величества канцелярии от 18 октября 1869 года сообщалось о некой госпоже Амелии, которая значилась в паспорте «из благородных» и проживала на Екатерининском канале. Её основным доходом стало устройство браков «покаявшихся распутниц, желающих получить почётную в их кругу позицию, титулованных мужей, или правильнее титла, которые покупают у разных промотавшихся господ за очень дешёвую цену». При этом «графские и княжеские титла, составляя товар более редкий, ценятся довольно дорого; генеральские же чины идут почти что ни по чём». В этом же донесении отмечалось:
Известный, содержащийся в долговом отделении, отст<авной> юнкер князь Всеволод Долгорукий точно так же женился на какой-то публичной женщине за 5000 рублей.
С конца 1880-х годов спутницей Всеволода Долгорукова в Томске становится Мария Петровна Аршаулова, одна из первых женщин-частных поверенных в России, сестра томского полицмейстера Петра Аршаулова. Ей посвящены многие стихотворения князя.

## Литературная и издательская деятельность
Заниматься литературой Долгоруков начал ещё в Морском корпусе. В 1861 году он был одним из авторов сборника литературных и графических опытов морских кадетов — «Литературный сборник произведений русского юношества с карикатурами 1860—61 года»/сост. и изд. —кн. Долгорукой Всев. (лит. часть) и Куприянов Мих. (худ. часть).[СПб, 1861]. По распоряжению корпусного начальства весь тираж был уничтожен.
В 1862 году в Новгороде открывался памятник «Тысячелетие России». По этому случаю в городе вышли два путеводителя. Первый был выпущен митрополитом Макарием и содержал информацию о церковных памятниках и реликвиях Новгорода. Второй — «Путеводитель по Новгороду: Справочная книга для едущих на открытие памятника тысячелетию России[СПб, 1862, 27 с.]» — вышел анонимно и в нём были описаны и светские достопримечательности, и даже краткая история Новгорода. Автором его был князь Долгоруков. В том же году под псевдонимом был опубликован памфлет на литератора и журналиста В. И. Аскоченского — Крестовский 3-й Вс. А. «Аскоченский новый оракул, или Советы красным девицам» [СПб,1862]. Кроме того, был опубликован сборник молодых авторов — «Заря для всех»/Сост. В. Пропащий. [СПб, 1862].
В 1870-е годы князь Долгоруков планировал выпустить серию путеводителей по России. В 1872 году вышел путеводитель по Москве — Долг-ой В. Путеводитель по Москве и её окрестностям: Первый выпуск «Путеводителя по России». [М, 1872, 506 с.]. В предисловии было указано, что этот путеводитель уже издаётся на немецком языке, а к печати готовятся путеводители по Киеву и Одессе, но ни один из них не был напечатан.
К литературной деятельности Всеволод Долгоруков вернулся в ссылке в Томске. Он начал печататься в томской, московской и петербургской периодике, являлся сибирским корреспондентом парижской газеты «Le Figaro». В 1899—1910 годах был редактором ряда газет и журналов: «Дорожник по Сибири и Азиатской России», «Сибирский наблюдатель», «Сибирский отголоски», «Бубенцы: Сатирический и карикатурный отдел „Сибирских отголосков“», также Долгоруков являлся корреспондентом газеты «Енисей». Всеволод Алексеевич выпустил пьесу «В водовороте» и фотоальбом
Писал Долгоруков и стихи. При жизни вышли 3 сборника:
- Сибирский Всеволод. Не от скуки: Стихотворения [Томск, 1890] и [1894]
- Северянин. Восточные сказания [Томск, 1909]

Четвёртый сборник «Стихотворения» был выпущен уже после смерти Долгорукова в 1912 году при участии М. П. Долгоруковой.
В его домах в Томске на углу Дворянской (ныне — Гагарина) улицы и Ямского (ныне — Нахановича) переулка и на Воскресенской (Октябрьской) улице проводились литературные и музыкальные вечера. Летом 1899 года в селе Заварзино на даче был открыт летний театр.

И. Я. Шмидт в своих воспоминаниях «Из далёкого прошлого (Поездка с А. П. Чеховым по Сибири)» писал о Долгоруком:
Пришёл к Чехову также некий Долгоруков, плотный мужчина большого роста с густыми волосами до плеч и протодиаконским басом. Он поднёс А. П., а заодно и мне по тому своих стихотворений и пригласил нас к обеду. …Долгоруков жил в большом, богато обставленном особняке. Сервировка стола и обед были изысканны. Но место хозяйки оставалось почему-то не занятым. О семейной жизни Долгорукова и о его прошлом говорили разное. Сам он называл себя политическим, но злые языки утверждали, что он попал в ссылку за то, что в своё время ухитрился запродать дворец московского генерал-губернатора

Долгоруков подарил Чехову сборник своих стихотворений «Не от скуки. Стихотворения Всеволода Сибирского». 28 мая 1890 Чехов писал Долгорукову из Красноярска: 
Почитываю Ваши стихи. У Вас хорошая душа и стихом владеете, но язык недостаточно прост; надо воли себе давать больше .
Но самым успешным его произведением стал путеводитель по Сибири, впервые опубликованный в 1895 году:
- Гурьев Н.А, Долгоруков В. А. Путеводитель по всей Сибири и Средне-Азиатским владениям России с подробным дорожником [с картой]. спутник по минеральным водам азиатской России с приложением/ Изд. — Долгоруков В. А. под ред. — Долгоруков В. А. Томск, 1895;
- Долгоруков В. А. Путеводитель по всей Сибири и Средне-Азиатским владениям России: Год второй.Томск, 1897;
- Долгоруков В. А. Путеводитель по всей Сибири и Средне-Азиатским владениям России: Год третий [На русск. и фр. яз.]. Томск, 1898;
- Долгоруков В. А. Путеводитель по всей Сибири и Средне-Азиатским владениям России: Год четвёртый [На русск. и фр. яз.]. Томск, 1899;
- Долгоруков В. А. Путеводитель по всей Сибири и Средне-Азиатским владениям России: Год пятый [На русск., фр., нем, англ, и ит. яз.]. Томск, 1900—1901;
- Долгоруков В. А. Путеводитель по всей Сибири и Средне-Азиатским владениям России: Год шестой [Только на русск. яз.]. Томск, 1901—1902;
- Долгоруков В. А. Путеводитель по всей Сибири и Средне-Азиатским владениям России: Год седьмой. С.142 фототипогравюрами и картой Империи [Только на русск. яз.]. Томск, 1903—1904.

Им было издано также описание ветви князей Долгоруких, составленное А. В. Долгоруковым.